# 无限值逻辑
在邏輯中，無限值邏輯（無限多值邏輯）是一種多值邏輯，其中真值包含連續範圍。傳統上，在亞里斯多德的邏輯中，除二值邏輯之外的邏輯都是不正常的，因為排中律排除了任何命題的兩個以上可能值（即“真”和“假”）。現代三值邏輯允許額外的可能真值（即「未定」），並且是有限值邏輯的一個範例，其中真值是離散的，而不是連續的。無限值邏輯則包括連續模糊邏輯，儘管某些形式的模糊邏輯可以進一步包含有限值邏輯。例如，有限值邏輯可以應用於布林值建模、 描述邏輯、和對模糊邏輯的去模糊化。